# Ernestina Edem Appiah
Ernestina Edem Appiah   (1977) és una emprenedora social ghanesa. Va fundar el Ghana Code Club com a programa extraescolar per ensenyar als nens a escriure programes d'ordinador. Va formar part de la llista "BBC 100 Most Inspirational Women" del 2015.
Va ser seleccionada entre la llista de les dones més inspiradores de la British Broadcasting Corporation el 2015, l'única dona ghanesa que va entrar a la llista aquell any. Va fundar el Ghana Code Club com una empresa social no governamental que "ensenya als nens habilitats de programació d'ordinadors" treballant amb professors de Tecnologies de la Informació i les Comunicacions a les escoles bàsiques per desenvolupar programes que poden permetre que els professors ensenyin als nens a "crear jocs d'ordinador, animacions i llocs web".
Ernestina és assistent virtual de formació i va tenir el seu propi negoci d'assistència virtual. Va fundar la seva primera ONG l'any 2007, Healthy Career Initiative, com a mitjà per compartir i orientar les noies en les TIC. Això va donar lloc a les fundacions del Ghana Code Club.